# Лаптєв Арій Арійович
Арій Арійович Лаптєв (Ari Laptev ; 10 серпня 1950 року, Баришівка) — радянський і шведський математик, спеціаліст у галузі диференціальних рівнянь.
Закінчив Ленінградський університет у 1972 році. 1978 року захистив кандидатську дисертацію на тему «Спектральна асимптотика одного класу інтегральних операторів» під керівництвом Михайла Солом'яка.
У період 1977—1982 років — викладач ЛДУ.
У 1982 році одружився з англійкою, був звільнений з університету і після цього емігрував. З 1987 — доцент в Лінчепінзькому університеті, з 1992 — викладач Королівської вищої технічної школи Стокгольма, з 1999 — професор.
У 2007—2010 роках обіймав посаду президента Європейського математичного товариства. З 2011 — директор Інституту Міттаг-Леффлера в Стокгольмі.
Головний редактор журналу Acta Mathematica, входить до редколегії низки інших математичних журналів. Член Шведської королівської академії наук (2012). Почесний професор Сибірського федерального університету (2015).

## Деякі публікації
- Спектральна асимптотика одного класу інтегральних операторів // Математичні нотатки, 16:5 (1974), 741—750
- Про оцінки сингулярних чисел одного класу інтегральних операторів // Записки наукового семінару ЛОМІ, 110 (1981), 95-99
- Спектральна асимптотика одного класу інтегральних операторів Фур'є // Праці ММО, 43 (1981), 92-115
- Негативний спектр класу двовимірних операторів Шредінгера з потенціалами, що залежать від радіусу // Функціональний аналіз та його застосування, 34:4 (2000), 85-87
- Нерівності Ліба — Тіррінга на торі (у співавторстві з А. А. Ільїним) // Математичний збірник, 207:10 (2016), 56-79